# Pirène
Pour l’article ayant un titre homophone, voir Pyrène.
Pour la nymphe, voir Pirène (nymphe).
La fontaine Pirène (grec ancien : Πειρήνη) est une fontaine publique monumentale de la Grèce antique, située sur le site archéologique de Corinthe.

## Identification
Une fontaine corinthienne portant le nom de Pirène est évoquée par les auteurs antiques à partir de la fin de la période archaïque, et leur description correspond à la source située dans la ville ; les auteurs de la période romaine (Strabon, Pline), écrivant après la reconstruction de la cité en 44 avant notre ère, associent cependant le nom de Pirène avec un autre point d'eau situé sur l'Acrocorinthe, tandis que Pausanias indique avoir entendu dire que la véritable fontaine Pirène était celle de l'Acrocorinthe. Les archéologues différencient ainsi les deux points d'eau par les noms de « Pirène inférieure » pour la source située en ville, et de « Pirène supérieure » pour celle située sur la montagne. Selon une tradition rapportée par Strabon et Pausanias, la source supérieure alimenterait la source inférieure,.
La fontaine ayant disparu au cours du Moyen Âge, les voyageurs de l'époque moderne ayant cherché à identifier la source antique ont faussement attribué le nom de Pirène à plusieurs fontaines existant à leur époque ; le véritable site n'a finalement été redécouvert qu'en 1898.

## Mythologie

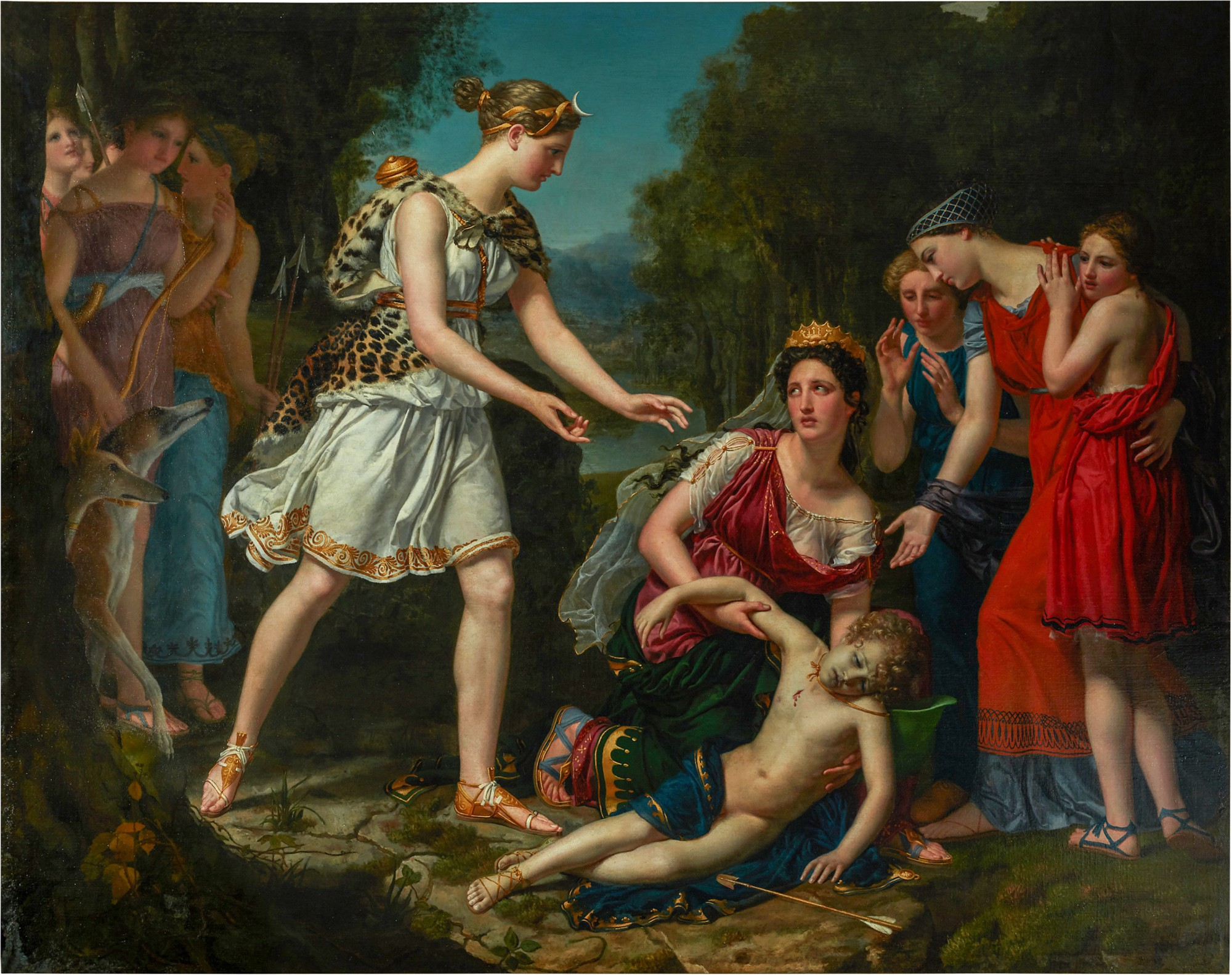
Sophie Rude, La Mort de Cenchirias, fils de Neptune et de la nymphe Peirene, 1821-1823.

Selon Pausanias, la fontaine serait née des larmes de Pirène, fille du fleuve Asopos ou du roi Œbale, qui aurait pleuré la mort de son fils Kenchrias, involontairement tué par Artémis. Pirène eut un autre fils, Léchès : celui-ci et Kenchrias sont les héros éponymes des deux ports de Corinthe, Léchaion et Cenchrées.
Pausanias rapporte par ailleurs le mythe étiologique de la fontaine « supérieure » : Zeus tomba amoureux de la fille du dieu fleuve Asopos, et l'enleva. Le roi de la ville, Sisyphe, avait vu toute la scène depuis le sommet de l'acropole de Corinthe et lorsqu'Asopos arriva, il lui donna le nom du ravisseur. En récompense, Asopos fit jaillir sur la montagne une source dont l'eau serait la même que celle de la fontaine Pirène,. Selon certains, la fille d'Asopos s’appelait Égine.
Pirène est associée au mythe de Pégase : la première mention de la fontaine est la XIII Olympique de Pindare, qui évoque la capture du cheval par Bellérophon ; la source associée à Pégase est par la suite celle située sur l'Acrocorinthe, probablement à partir de la période romaine.

## Archéologie

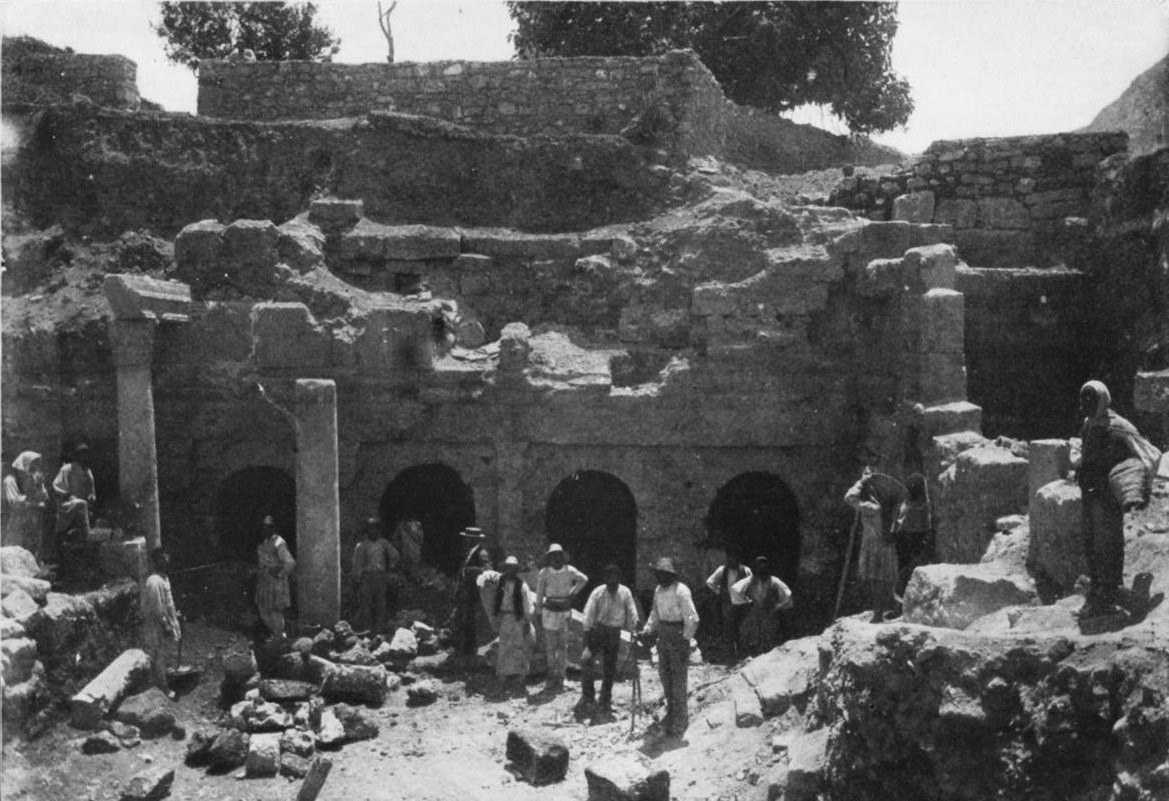
Fouilles de la fontaine Pirène en 1898.

La configuration actuelle de la fontaine date principalement des travaux réalisés au cours de la période romaine.
Les premiers aménagements retrouvés datent de la période archaïque (VIIIe et VIIe siècles avant notre ère). La fontaine subit de nombreuses transformations au cours de son histoire.
La fontaine est constituée de six citernes voûtées, alimentées par un réseau de conduites souterraines de près d'un kilomètre de long dont toutes les branches sauf trois ont été explorées jusqu'à leurs extrémités. La façade monumentale, remaniée à plusieurs reprises, est précédée d'un espace rectangulaire, flanqué de trois exèdres.
Ayant disparu, peut-être au XIVe siècle, la fontaine a été découverte au cours de fouilles en 1898.

### Évolution structurelle
L'archéologue ayant publié le compte-rendu des fouilles de la fontaine, Bert Hodge Hill, distingue une douzaine de périodes dans l'histoire architecturale de la fontaine, dont sept pour la période romaine.
À l'époque grecque, avant la destruction de Corinthe en 146 avant notre ère, la fontaine comprenait six antichambres fermées par un mur-écran à claire-voie décoré de demi-colonnes ioniques, ouvert sur trois bassins de puisage eux-mêmes alimentés par six réservoirs creusés dans la strate de marne,.

La fontaine ne semble pas avoir subi de dommage important lors de cette destruction.
Une génération après la refondation de Corinthe par les Romains, la façade fut profondément modifiée par la construction d'un mur percé de 6 arches en avant de la façade grecque, transformant les antichambres en nouveaux bassins grâce à la construction d'un nouveau parapet (seconde période romaine).
La quatrième période romaine est marquée par la construction d'une fontaine à ciel ouvert dans la cour : l'eau n'était plus puisée dans des bassins mais distribuée au moyen d'au moins quinze bouches réparties sur les côtés d'un espace rectangulaire creusé dans le sol ; cet aménagement est décrit par Pausanias,.
À la fin de l'époque romaine, la fontaine en plein air fut remplacée par un bassin circulaire, détruit au cours des fouilles de la fin du XIXe siècle.
Au cours de la période byzantine, au plus tard au Ve siècle, cinq colonnes disparates provenant de bâtiments détruits furent érigées devant la façade. Après la destruction d'une partie de la façade byzantine, une chapelle fut construite dans le coin sud-ouest de la cour.

### Sources antiques
1. ↑  Pausanias, livre II, ch. III.
2. ↑  Pausanias, livre II, ch. II.
3. ↑  Pausanias, livre II, ch. V.